# لیناگلیپتین
لیناگلیپتین (به انگلیسی: Linagliptin) یکی از داروهای جدید در درمان دیابت نوع ۲ است. این دارو پس از متفورمین و سولفونیل اوره به عنوان گزینه برای درمان دیابت نوع ۲ به کار می‌رود. این دارو همراه با ورزش و رژیم غذایی استفاده می‌شود. در دیابت نوع ۱ توصیه نمی‌شود. این دارو به صورت خوراکی مصرف می‌شود.
عوارض جانبی شایع این دارو شامل التهاب بینی و گلو است. عوارض جانبی جدی ممکن است شامل آنژیوادم، پانکراتیت، درد مفاصل باشد. استفاده در دوران بارداری و شیردهی توصیه نمی‌شود. لیناگلیپتین یک بازدارنده دی پپتیدیل پپتیداز-۴ (DPP-4) است. با افزایش تولید انسولین و کاهش تولید گلوکاگون توسط پانکراس عمل می‌کند.
لیناگلیپتین در سال ۲۰۱۱ میلادی برای استفاده پزشکی در ایالات متحده آمریکا تأیید شد. در سال ۲۰۱۸، این دارو با بیش از ۳ میلیون نسخه هفدهمین داروی رایج در ایالات متحده بود.

## کاربرد پزشکی
نتایج پژوهش‌ها در سال ۲۰۱۰، از آزمایش بالینی فاز سوم لیناگلیپتین نشان داد که این دارو می‌تواند قند خون را به‌طور مؤثری کاهش دهد.

## عوارض جانبی
لیناگلیپتین ممکن است باعث سردرد، سرفه، افت قندخون (هیپوگلیسمی)، عفونت دستگاه تنفس فوقانی، انقباض برونش، نازوفارنژیت، واکنش‌های آلرژیک، کهیر، درد ماهیچه و درد شدید مفاصل شود.
سازمان غذا و داروی آمریکا (FDA) هشدار داده‌است که نوع ۲ داروهای دیابت مانند سیتاگلیپتین، ساکساگلیپتین، لیناگلیپتین و آلوگلیپتین ممکن است درد مفصل است که می‌تواند شدید و ناتوان شود. FDA هشدار و احتیاط جدیدی را در مورد این خطر به برچسب همه داروهای این گروه دارویی، به نام بازدارنده دی پپتیدیل پپتیداز-۴ (DPP-4) افزوده است.
داده‌های تجویز تراژنتا بیان می‌کند که این دارو برای افرادی که دارای بیش فعالی برونش هستند (به عنوان مثال، آسم) منع مصرف دارد.

## مکانیسم عمل
لیناگلیپتین متعلق به گروهی از داروها به نام بازدارنده دی پپتیدیل پپتیداز-۴ (DPP-4) است. این دارو یک مهارکننده رقابتی و برگشت پذیر DPP-4 است. GLP-1 و پلی‌پپتید انسولینوتروپیک وابسته به گلوکز (GIP) هنگامی که این آنزیم مهار می‌شود کندتر تجزیه می‌شوند.  در حالی که آزادسازی گلوکاگون از سلول‌های بتای پانکراس مهار می‌شود، GLP-1 و GIP تولید انسولین را از سلول‌های بتای اندام افزایش می‌دهند. این اثرات با هم باعث بهبود ترشح انسولین در پاسخ به گلوکز و کاهش تجزیه گلیکوژن در کبد می‌شود.